# Waldwiesenbach (Nackbach)
Der Waldwiesenbach bei Nack ist ein 0,95 Kilometer langer Bach, der in der rheinhessischen Ortsgemeinde Nack im Rheinhessischen Tafel- und Hügelland entspringt und in dieser Gemeinde von links in den Nackbach mündet. Das Gewässer ist der dritten Ordnung zugeordnet, der dem rheinland-pfälzischen Landkreis Alzey-Worms angehört.

## Geographie

### Verlauf
Der Waldwiesenbach entspringt auf einer Höhe von 275 m ü. NHN, auf der östlichen Seite des Merzhöbel, südlich der Gemeinde Nack. Vom Merzhöbel fließt er westlich zwischen dem Oberen Pfingstkopf und Unteren Pfingstkopf vorbei und mündet auf einer Höhe von 210 m ü. NHN am Pfingstweg, nahe der Kreisstraße 7 Richtung Nieder-Wiesen, als linker Nebenfluss in die Nackbach.
Zwischen dem Oberen und Unteren Pfingstkopf streift der Waldwiesenbach ein Feuchtbiotop (Nummer S015485), dass der „Herstellung eines Gewässers“ dient und der Abteilung „Ausbau oberirdischer Gewässer“ untergeordnet ist. Der Bach durchfließt lediglich den südlichen Teil der Gemarkung Nack. Er verfügt über einen Höhenunterschied von ca. 65 m, was zu einem Sohlgefälle von ca. 68 ‰ führt. Der Nackbach selbst mündet wenige hundert Meter – bei Nieder-Wiesen – in die Wiesbach, dieser bei Gensingen in die Nahe, dieser wiederum bei Bingen am Rhein in den Rhein und dieser letztendlich in den Niederlanden in die Nordsee.

### Naturräume
Am Oberlauf durchfließt  der Waldwiesenbach die naturräumliche Großregion der Oberrheinischen Tiefebene (Nr. 20–23) und gehört zur Haupteinheit des Rheinhessischen Tafel- und Hügellands (227) sowie des Alzeyer Hügellands (227.4) mit dem Naturraum Bolander Randhöhen (227.41).
Der Unterlauf und der Mündungsbereich liegt in der naturräumlichen Haupteinheitengruppe des Saar-Nahe-Berglands (Nr. 19) in der Haupteinheit Nordpfälzer Bergland (193) sowie der Untereinheit Glan-Alsenz-Höhen (193.12–16), im Naturraum der Wiesener Randhöhen (193.15).